# Publio Volumnio Amintino Gallo
Publio Volumnio Amintino Gallo, in latino Publius Volumnius Amintinus Gallus (fl. V secolo a.C.), è stato un politico romano del V sec. a.C.

## Consolato
Nel 461 a.C. venne eletto console insieme a Servio Sulpicio Camerino Cornuto, in un periodo di gravi tensioni politiche tra i tribuni della plebe, che si battevano in favore della lex Terentilia ed i patrizi, conservatori, che si opponevano a qualsiasi limitazione del potere dei consoli. Dionigi annota come durante il consolato, i tribuni della plebe, avessero proposto una legge per l'elezione di un comitato di dieci saggi, che redigessero le leggi dello Stato, e che queste fossero affisse al Foro Romano, proposta fortemente osteggiata dai Patrizi.
Giunto l'annuncio dagli Ernici che gli Equi ed i Volsci, nemici tradizionali che Roma aveva sconfitto l'anno prima, si stavano riorganizzando presso Anzio, venne indetta una leva militare, sospendendo la discussione legislativa. Convinti che si trattasse di un espediente per mettere nuovamente a tacere la discussione sulla lex Terentilia, i tribuni osteggiarono la leva, anche attraverso l'uso della forza; analogamente, quando i tribuni invitavano il popolo a votare nelle assemblee il loro disegno di legge, i patrizi impedivano il voto, e scoppiavano così delle risse. Questa paralisi politica durò tutto l'anno.
Durante il suo consolato ebbe luogo anche il processo politico a Cesone Quinzio, il figlio di Cincinnato, conclusosi col suo esilio e il ritiro del padre, costretto a vendere i beni di famiglia per pagare la cauzione dopo l'allontanamento del figlio, in un piccolo podere al di là del Tevere.

## 460 a.C.
Durante i fatti che portarono alla riconquista del Campidoglio, occupato da Appio Erdonio e dai suoi seguaci, Publio si trovava tra i primi soldati romani che riconquistarono il colle, e sostituì Publio Valerio Publicola nel comando, quando questi rimase ucciso durante i combattimenti..